# Albert von Mensdorff-Pouilly-Dietrichstein

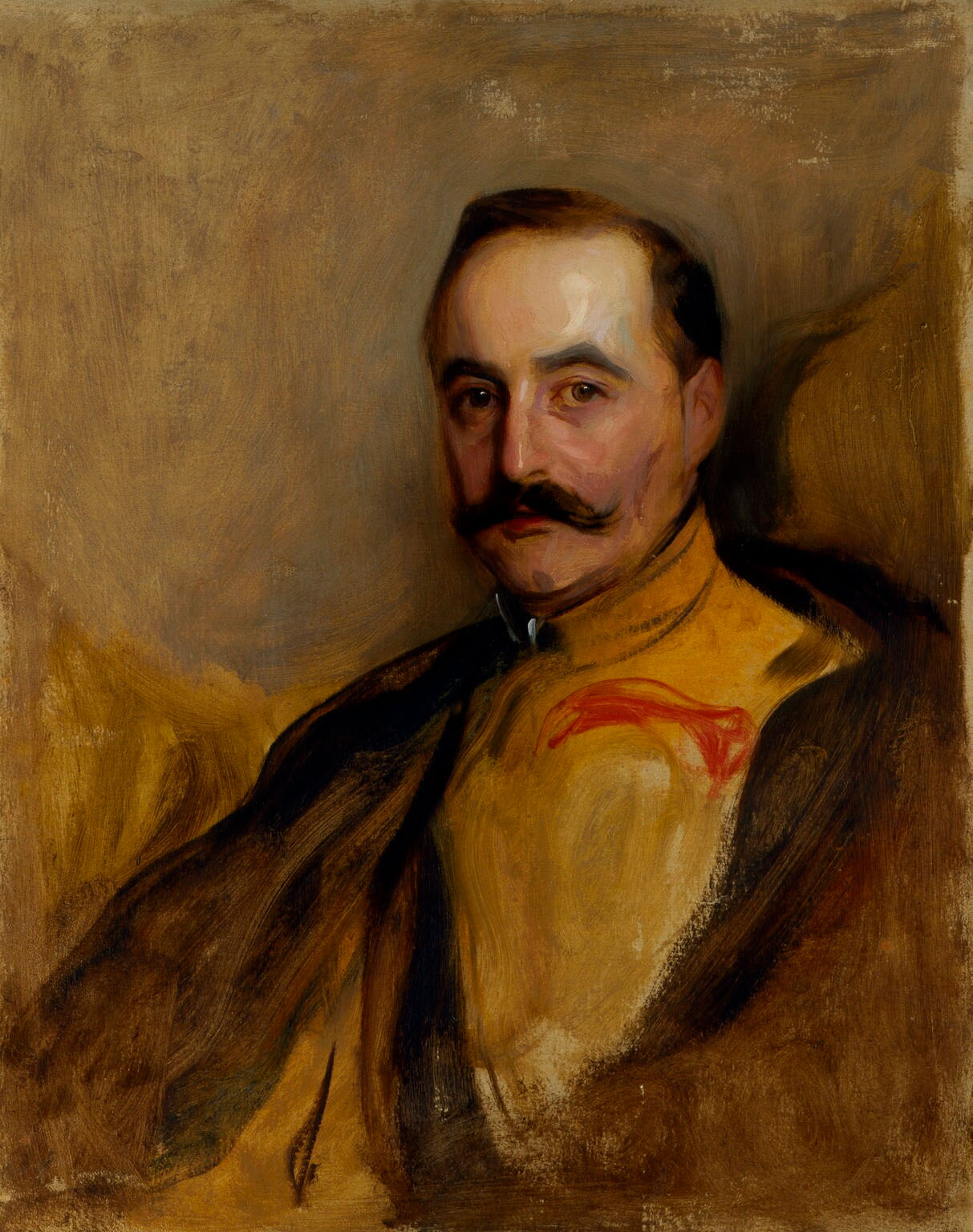
Albert von Mensdorff-Pouilly-Dietrichstein, porträtterad av Philip de László.

Albert Viktor Julius Joseph Michael von Mensdorff-Pouilly-Dietrichstein, född den 5 september 1861 i Lemberg, död den 15 juni 1945 i Wien, var en österrikisk diplomat. Han var son till Alexander von Mensdorff-Pouilly.
von Mensdorff-Pouilly-Dietrichstein inträdde 1884 på diplomatbanan, var 1896–1904 förste ambassadsekreterare i London och därefter ambassadör där till första världskrigets utbrott, augusti 1914. Han anlitades 1917–1918 av regeringen i Wien flera gånger för att i Schweiz i fredssyfte sammanträffa med ombud eller agenter från de allierades läger (en gång med general Smuts). Efter att republiken Österrike 1921 upptagits i Nationernas förbund var han dess ombud vid församlingsmötena i Genève.